# 22278 Protitch
22278 Protitch è un asteroide della fascia principale. Scoperto nel 1983, presenta un'orbita caratterizzata da un semiasse maggiore pari a 2,5602351 UA e da un'eccentricità di 0,1845529, inclinata di 11,67984° rispetto all'eclittica.
L'asteroide è dedicato all'astronomo serbo Milorad B. Protić.